# So einfach ist die Liebe nicht
So einfach ist die Liebe nicht (Originaltitel: The Bachelor and the Bobby-Soxer) ist eine US-amerikanische Filmkomödie des Regisseurs Irving Reis aus dem Jahr 1947 nach einer Erzählung von Drehbuchautor Sidney Sheldon. Der Film wurde von RKO produziert. Deutschland-Premiere war am 30. September 1949.

## Handlung
Margaret Turner, eine Richterin, kümmert sich um ihre 17-jährige Schwester Susan. Vor Gericht erscheint als Angeklagter Richard Nugent, ein Künstler, der in eine Kneipenschlägerei verwickelt worden ist. Margaret spricht die Beteiligten der Kneipenschlägerei frei, bekommt allerdings einen denkbar schlechten Eindruck von Nugent. Am selben Tag hält Nugent einen Gastvortrag an der High School, die auch Susan besucht. Bei den weiblichen Studenten kommt Nugent wegen seines Charmes und Aussehens gut an, auch bei Susan. Für die Schulzeitung möchte sie mit ihm ein Interview führen. Der Frage, ob sie ein gutes Modell abgeben würde, weicht er höflich aus. Das nimmt Susan als Ansporn und bringt es fertig, in sein Appartement zu kommen, um dort auf ihn zu warten. Während der Warterei schläft Susan ein. Als Nugent zurückkommt, bemerkt er Susan nicht. Er macht sich einen Drink, setzt sich zum Lesen hin. Susan wacht auf, und plötzlich klopft es: Vor der Tür stehen Margaret und Distriktsstaatsanwalt Tommy Chamberlain, die sich auf die Suche nach Susan gemacht haben.
Richard wird verhaftet, zumal er auch noch Tommy niedergeschlagen hat. Matt, der Gerichtspsychiater und zugleich Onkel von Margaret und Susan, glaubt an Richards Unschuld. Er fordert, dass Richard nicht belangt werden sollte, da Susan bei einer Verurteilung erst recht nicht von ihrer Schwärmerei loskommen würde. Zusammen mit Margaret plant Matt, dass sich Susan und Richard weiter sehen dürfen, mit dem Hintergedanken, dass Susan bald genug von Richard hat. Sie überzeugen Tommy und den für den Fall zuständigen Richter Treadwell, die Anklage fallenzulassen, wenn Richard sich weiterhin mit Susan trifft. Da Richard keine Lust auf bis zu 20 Jahre Gefängnis hat, stimmt er zu.
In der Folge geht Richard mit der Jugendlichen aus, was ihn angesichts des Altersunterschiedes immer wieder in peinliche Situationen bringt. Zuerst versucht Richard, Susan wieder mit ihrem Ex-Freund Jerry White zusammenzubringen. Doch Jerry will einer augenscheinlichen Beziehung zwischen den beiden nicht im Wege stehen. Richard versucht dann, dass Susan ihr Interesse an ihm verliert, indem er sich als lächerlicher Teenager verstellt. Auf einem Sportfest beginnt ein Wettkampf, mehr aus Spaß nehmen Tommy und Richard teil. Erst führt Tommy, da sich Richard bewusst unsportlich gibt, aber den Pokal gewinnt schließlich doch Richard – ebenso wie die Aufmerksamkeit von Margaret.
Mittlerweile hat Tommy den Verdacht, dass Richard sich mehr für Margaret interessiert, was ihn als glücklosen Langzeit-Verehrer von Margaret aufregt. Tommy lässt die Anklage gegen Richard endgültig fallen, damit er nicht länger Susan treffen muss und dadurch Margaret sieht. Margaret und Richard verabreden sich dennoch zu einem Abendessen in einem Nachtclub. Nach und nach stoßen allerdings Richards Ex-Freundin Agnes und ihr Freund Joey, die auf ihre Schwester eifersüchtige Susan sowie die auf Richard eifersüchtigen Verehrer Jerry und Tommy hinzu. Der Abend endet in einem großen Streit zwischen allen Beteiligten. Onkel Matt muss die Situation schlichten und erklärt Susan, dass ihre Schwärmerei für Richard für kindisch sei, was diese schließlich einsieht. Als Richard verreisen will, arrangiert Matt, dass Margaret mit im gleichen Flieger sitzt, was beide freudig überrascht feststellen. Tommy erscheint auf dem Flughafen und will Richard verhaften lassen, wird jedoch durch einen Tipp von Onkel Matt von den Polizisten für verrückt gehalten und abgeführt.

## Hintergrund
Der englische Originaltitel bedeutet übersetzt Der Junggeselle und die Bobby Soxerin. „Bobby Soxer“ ist ein heute etwas vergessener, aber in den 1940er-Jahren bekannter Begriff für eine Jugendkultur von rund 15- bis 18-jährigen Teenagerinnen, die Bobbysocken trugen, sich durch ein fröhliches Auftreten auszeichneten und Fans damaliger Popmusik – insbesondere von Frank Sinatra – waren. In der damaligen Öffentlichkeit wurden die Bobby Soxer mit einer Reihe von außer Kontrolle geratenen Konzerten Sinatras im Jahr 1944 assoziiert, bei denen einige Teenagerinnen dem Sänger die Kleider vom Leib rissen und sich in seine Garderobe einschleichen wollten. Shirley Temple liefert somit mit ihrer Darstellung der liebestollen Teenagerin, die dem von ihr verehrten Cary Grant lauter Probleme bereitet, eine Parodie auf die „Bobby Soxers“ ab.
Zwölf Jahre nach Licht im Dunkeln und ein Jahr vor Nur meiner Frau zuliebe ist dieser Film der mittlere von drei Filmen, die Cary Grant und Myrna Loy in den Hauptrollen zeigen. Myrna Loy spielte die Schwester von Shirley Temple, obwohl sie fast 23 Jahre älter als diese war. Der Drehbuchautor Sidney Sheldon erhielt für The Bachelor and the Bobby-Soxer 1948 einen Oscar und feierte hiermit seinen Durchbruch in Hollywood – später wurde Sheldon als Bestseller-Autor sowie Schöpfer der Fernsehserien Bezaubernde Jeannie und Hart aber herzlich weltweit bekannt. Bereits oscarprämiert stieß Komponist Leigh Harline zum Projekt. Zwei Oscars gewann er 1941 für die Filmmusik und den besten Song von Pinocchio. Der für die Kostüme zuständige Edward Stevenson kam erst später zu Oscar-Ehren (1961 für So eine Affäre).
Die Filmkomödie spielte in den USA 5,5 Millionen US-Dollar ein, was sie auf in der vom Branchenblatt Variety herausgegebenen Liste der kommerziell erfolgreichsten Hollywood-Filme des Jahres 1947 auf Platz 13 brachte. Eine Radioadaption des Films mit Cary Grant und Shirley Temple wurde am 13. Juni 1949 gesendet.
Bekanntheit erlangte im englischsprachigen Raum der schnell gesprochene Dialog, den Grants Figur im Film jeweils mit den Charakteren von Shirley Temple, Harry Davenport und Myrna Loy anfängt: „You remind me of a man.“ „What man?“ „The man with the power.“ „What power?“ „The power of hoodoo.“ „Who do?“ „You do!“. David Bowie verwendete den Dialog in leicht abgeänderter Form in seinem Lied Magic Dance, das er in dem Film Die Reise ins Labyrinth (1986) von Jim Henson singt.

## Synchronisation
In der deutschen Synchronfassung wird Cary Grant von Paul Klinger gesprochen, Friedel Schuster leiht Myrna Loy ihre Stimme, Gina Presgott ist für Shirley Temple zu hören und Ernst Schröder ist als Rudy Vallée zu hören.

## Kritiken
Bosley Crowther empfand in der New York Times vom 25. Juli 1947 The Bachelor and the Bobby-Soxer als gelungene Komödie. Grant zeige eine seiner „besten und schäfsten“ Komödiendarstellungen, Temple und Loy seinen in ihren Rollen charmant und Rudy Vallee „bemerkenswert komisch“. Die Komik von Sidney Sheldons Drehbuch sei „stark und ungeschmälert durch Niedlichkeiten, genau wie es sein sollte“. Crowther fühlte sich zudem an die Screwball-Komödien der späten 1930er-Jahre erinnert.
Für das Lexikon des internationalen Films war So einfach ist die Liebe nicht eine „Komödie mit Witz, Ironie und Tempo“. Die Fernsehzeitschrift Prisma nannte den Film einen „starbesetzten Spaß, dessen Story zwar nicht die originellste ist, aber trotzdem zu gefallen weiß“. Zwischen Cary Grant und „der gut aufgelegten Myrna Loy“ gebe es „witzige Wortgefechte“.

## Auszeichnungen
- 1948: Oscar in der Kategorie Bestes Originaldrehbuch für Sidney Sheldon